# The Midnight Life
Albums de DJ Quik
The Book of David
(2011)
Singles
1. Life Jacke
Sortie : 24 septembre 2014

The Midnight Life est le neuvième album studio de DJ Quik, sorti le 14 octobre 2014.
L'album est intégralement produit par DJ Quik.

## Liste des titres
| No  | Titre                                                             | Auteur                             | Durée |
| --- | ----------------------------------------------------------------- | ---------------------------------- | ----- |
| 1.  | Intro                                                             | David Blake                        | 1:45  |
| 2.  | That Nigga'z Crazy                                                | Blake                              | 3:54  |
| 3.  | Back That Shit Up (featuring Tay F 3rd et David Blake II)         | Blake, Blake, Jr., D. Kim          | 3:55  |
| 4.  | Trapped on the Tracks (featuring Bishop Lamont et David Blake II) | Blake, Blake, Jr,, Philip Martin   | 4:51  |
| 5.  | El's Interlude 2 (featuring El DeBarge)                           | Blake, Eldra DeBarge               | 0:41  |
| 6.  | Puffin' the Dragon                                                | Blake                              | 3:43  |
| 7.  | Pet Semetery                                                      | Blake                              | 4:06  |
| 8.  | Life Jacket (featuring Suga Free et Dom Kennedy)                  | Blake, Dominic Hunn, Dejuan Walker | 4:26  |
| 9.  | That Getter (featuring David Blake II)                            | Blake, Blake, Jr.                  | 4:56  |
| 10. | The Conduct (featuring Mack 10)                                   | Blake, Dedrick Rolison             | 3:38  |
| 11. | Shine (featuring David Blake II)                                  | Blake, Blake, Jr.                  | 3:13  |
| 12. | Bacon's Groove (featuring Rob « Fonksta » Bacon)                  | Blake, Robert Bacon, Jr.           | 5:14  |
| 13. | Broken Down (featuring Suga Free et Tweed Cadillac)               | Blake, Brown, Walker               | 4:15  |
| 14. | Why'd You Have to Lie (featuring Joi)                             | Blake, Gilliam                     | 3:37  |
| 15. | Fuck All Night                                                    | Blake                              | 3:48  |
| 16. | Quik's Groove 9                                                   | Blake                              | 3:12  |